# Kandersteg
 (décembre 2022).
Si vous disposez d'ouvrages ou d'articles de référence ou si vous connaissez des sites web de qualité traitant du thème abordé ici, merci de compléter l'article en donnant les références utiles à sa vérifiabilité et en les liant à la section « Notes et références ».
Kandersteg est une commune ainsi qu'une petite station de ski suisse située dans le canton de Berne, dans l'arrondissement administratif de Frutigen-Bas-Simmental.

## Géographie

### Situation
Kandersteg est niché au fond de la vallée de la Kander, dans l'Oberland bernois.
Le village est dominé par les sommets du Blümlisalp, de l'Oeschinenhorn, du Fründenhorn et du Doldenhorn. Les neiges et glaciers de ces sommets alimentent le lac d'Oeschinen à 1 578 mètres d'altitude. La rivière Oeschibach, alimentée par les eaux du lac, se jette dans la Kander au centre du village.
Le point culminant de Kandersteg est le sommet du Balmhorn (3 698 m), le point le plus bas est le hameau de Bühl (1 150 m).
Kandersteg fait partie du périmètre élargi du site Jungfrau-Aletsch-Bietschhorn inscrit à la liste du patrimoine mondial de l'UNESCO.
Le territoire de Kandersteg s'étend sur 134,56 km2. Lors du relevé de 2013-2018, les surfaces d'habitations et d'infrastructures représentaient 1,0 % de sa superficie, les surfaces agricoles 12,7 %, les surfaces boisées 12,4 % et les surfaces dites "improductives" 73,8 %. Par sa superficie, la commune est la 4e la plus étendue du canton de Berne.

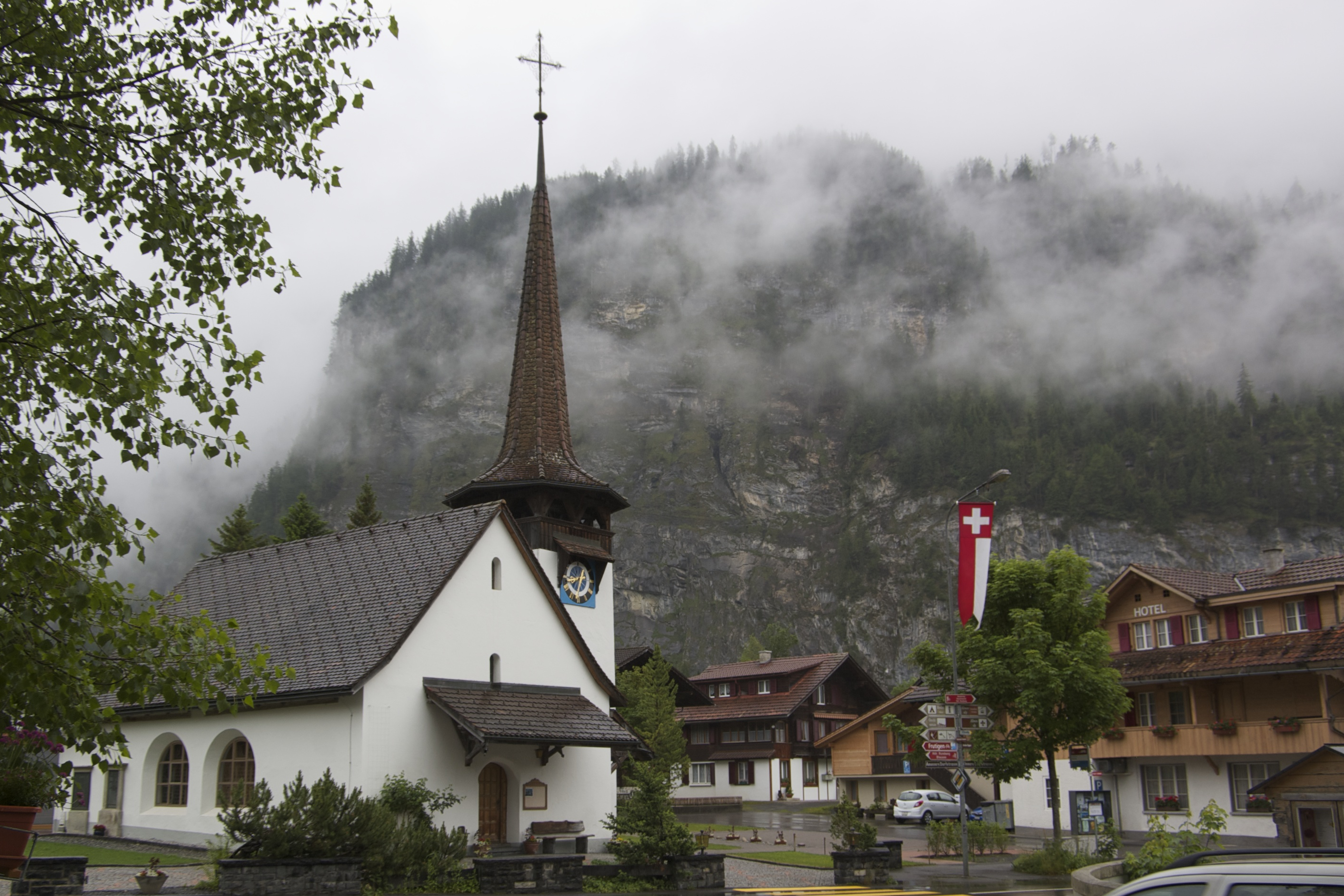
L'église réformée de Kandersteg

### Transports
La ligne ferroviaire BLS Berne-Brigue sur l'axe Europe du Nord-Italie par le Simplon a été érigée entre 1906 et 1913. À la sortie sud de la gare de Kandersteg, se trouve le portail nord du tunnel ferroviaire du Lötschberg. Trafic de voyageurs, de marchandises, de ferroutage de camions, et de ferroutage d'automobiles vers Goppenstein et vers Iselle (Italie).
Accès par autoroute A6 (Lyss-Berne-Spiez)  19 (Spiez) via Frutigen.

## Toponymie
Le nom de la commune, qui se prononce [ xandəršteg] en dialecte local, est composé de Kander, nom de la rivière qui traverse la commune (du celte *kandarā, qui brille, blanche) et du substantif suisse allemand Steg, qui désigne un petit pont.
Sa première occurrence écrite date de 1336, sous la forme de Kanderstege.

## Population et société

### Démographie

#### Évolution de la population
Kandersteg compte 1 298 habitants au 31 décembre 2022 pour une densité de population de 10 hab/km2. Sur la période 2010-2019, sa population a augmenté de 4,1 % (canton : 6,1 % ; Suisse : 9,4 %).  

#### Pyramide des âges
En 2020, le taux de personnes de moins de 30 ans s'élève à 24,5 %, au-dessous de la valeur cantonale (30,3 %). Le taux de personnes de plus de 60 ans est quant à lui de 35,2 %, alors qu'il est de 27,9 % au niveau cantonal.
La même année, la commune compte 624 hommes pour 664 femmes, soit un taux de 48,4 % d'hommes, inférieur à celui du canton (49,1 %).
| Hommes | Classe d’âge | Femmes |
| ------ | ------------ | ------ |
| 0,6    | 90 ans ou +  | 1,4    |
| 10,9   | 75 à 89 ans  | 12,5   |
| 22,9   | 60 à 74 ans  | 22,1   |
| 19,9   | 45 à 59 ans  | 19,6   |
| 21,2   | 30 à 44 ans  | 19,9   |
| 15,2   | 15 à 29 ans  | 14,0   |
| 9,3    | - de 14 ans  | 10,5   |

| Hommes | Classe d’âge | Femmes |
| ------ | ------------ | ------ |
| 0,7    | 90 ans ou +  | 1,6    |
| 8,0    | 75 à 89 ans  | 10,4   |
| 17,3   | 60 à 74 ans  | 17,8   |
| 22,0   | 45 à 59 ans  | 21,3   |
| 20,6   | 30 à 44 ans  | 19,9   |
| 16,4   | 15 à 29 ans  | 15,3   |
| 15,1   | - de 14 ans  | 13,8   |

### Langue
La langue parlée est officiellement l'allemand mais de facto l'alémanique, plus exactement le dialecte particulier Chanderstägertütsch, dérivé du dialecte haut-valaisan.

## Économie
L'économie de Kandersteg est très marquée par le tourisme. Le secteur primaire représente 5 % des actifs, l'artisanat et la construction 21 %, et les 74 % restants travaillent dans le secteur des services, de l'hébergement et du commerce.

### Tourisme
Le tourisme à Kandersteg est tourné particulièrement en direction des familles. L'infrastructure consiste en 19 hôtels, avec près de 1 000 lits, 800 meublés de tourisme avec près de 2 000 lits, un terrain de camping et 22 restaurants.
En été, plusieurs remontées mécaniques fonctionnent et permettent de rejoindre sans efforts divers chemins de randonnée menant jusqu'à la haute-montagne. Les destinations les plus appréciées sont le Oeschinensee, Sunnbühl (et le col de la Gemmi), le Gasterntal (vallée), le Kandergletscher (glacier), Allmenalp, Ueschinen, le Blausee (Fischzucht) et le parc animalier Tierpark Riegelsee (ces deux derniers sont situés sur le territoire de la commune de Kandergrund).
Une piscine chauffée, des terrains de tennis et un mur d'escalade complètent l'offre.

### Domaine skiable
En hiver, 100 km de pistes de ski de fond sont entretenues. Un domaine skiable - très petit en comparaison avec les stations de ski voisines telles que Adelboden - permet également la pratique du ski alpin.
Le domaine skiable de Kandersteg est à dissocier entre les deux domaines distincts de Oeschinen et de Sunnbühl, qui sont reliés entre eux uniquement par la route.

#### Oeschinen
Il s'agit du plus grand des deux domaines de Kandersteg. Doté de systèmes d'enneigeurs, la couche neigeuse y dure plus longtemps que dans le domaine de Sunnbühl et ce, malgré son altitude relativement plus faible. Le domaine, situé sur les hauteurs de la commune, est relié par une télécabine 8 places de conception récente, directement depuis la station aux environs du camping. La télécabine est beaucoup empruntée par les utilisateurs de luge, qui peuvent rejoindre la vallée par une piste réservée d'une longueur de 3,5 km. Depuis la gare d'arrivée, une belle vue est offerte sur les montagnes environnantes. Le domaine est petit et desservi par deux téléskis. Peu varié, il offre des pistes courtes et des pentes relativement faibles particulièrement propices aux skieurs de niveau débutant. Le domaine d'apprentissage Oeschiland est réservé aux enfants. Les deux téléskis sont mal reliés entre eux, aux moyens de chemins de liaison relativement plats et d'un fil neige. En marge du domaine, un chemin à très faible déclivité permet, aux skieurs prêts à pousser sur les bâtons, de venir admirer les eaux gelées du lac Oeschinen.
La seule piste offrant plus d'intérêt aux skieurs plus expérimentés est la piste rouge qui part du sommet du téléski Wittenen et qui relie la station, en partie en chemin, en partie entre les pins. La piste offre une vue dégagée sur la vallée et sur Kandersteg.

#### Sunnbühl
Ce petit domaine, desservi par un téléphérique, ne possède qu'un téléski qui est situé à l'écart de la gare d'arrivée. Il est mal desservi, car il est nécessaire de pousser sur les bâtons à la fois pour s'y rendre et pour en revenir. Les courtes pistes sont situées de part et d'autre du tracé du téléski. L'activité sportive est par conséquent relativement plus portée sur la pratique de la raquette à neige et de la randonnée hivernale, dans un cadre environnant reposant et de haute montagne. Il est possible de redescendre à ski jusqu'à Kandersteg, en empruntant un itinéraire qui est parfois décrit sur les plans comme piste noire. Il s'agit en réalité plutôt d'un chemin de randonnée, qui est par sa raideur et son manque de largeur à réserver aux skieurs très expérimentés.

## Bâtiments
Kandersteg abrite le centre scout international de l'OMMS.
La centrale de commandement K20 a été construite dans les années 1980 sur le territoire de la commune, à proximité du tunnel du Lötschberg. Il a pour rôle d'abriter le Conseil fédéral en cas de guerre nucléaire. Les informations concernant le bunker sont classées « secret défense ».

## Culture
Chaque jour de Noël (25 décembre) et chaque jour de l'an (1er janvier), entre midi et la tombée de la nuit, des habitants costumés en peaux de bête - les « Pelzmartiga » - remplissent la tradition de chasser les mauvais esprits du village en invoquant les forces du bien ; ils étaient auparavant actifs durant les douze nuits de Noël entre le 25 décembre et le 6 janvier.

## Personnalités
- Adolf Ogi (1942-), conseiller fédéral de 1988 à 2000, président de la Confédération suisse en 1993 et 2000.
- Albert Rösti (1967-), conseiller fédéral à partir de 2023.